# Revisionsplan
Revisionsplan innehåller de specifika riktlinjer som ska följas vid en revision.

## Mål
Revisorns mål är att planera revisionen så att granskningen genomförs effektivt. En revisionsplan används för att avgöra vilka resurser behövs för revisionen och hur de resurser borde användas under revisionens gång.

## Planering av revisionen
Revisionsprocessen kan i allmänhet delas i tre olika delar: planering, utförande och rapportering av revisionen. Processen börjar med planeringsfasen. Först utarbetar revisorn en övergripande strategi för revisionen, efter vilket en mer detaljerad revisionsplan görs. Revisionsplanen innehåller omfattningen och tidtabellen av revisionsprocessen som utförs. Karaktären och omfattningen av planerings aktiviteterna som är nödvändiga beror på storleken och komplexiteten av företaget och revisorns tidigare erfarenhet av företaget.Tidtabell beror på företagets storlek, med stora uppdrag måsten revisionen påbörjas ren under året. Revisions standarderna kräver att revisionen är ordentligt planerad och genomförd och att revisionsplanen är noggrant dokumenterad. Ifall omständigheterna förändras markant under revisionsprocessen skall revisorn ändra på revisions strategin samt planen .  
Planeringen av revisionen inkluderar att fastställa och utveckla en revisionsplan. Revisionsplanen innehåller:
- Identifiering av viktigaste riskerna
- Fastställning av vilka bevis som skall samlas in på basis av riskbedömningen
- Planering av revision uttalanden till eventuella materiella felaktigheter
- Utredning av information om kunden och dess företagsverksamhet
- Fastställning av en revisionsstrategi
- Fastställning av väsentlighetsgränsen
- Ta i beaktande om företaget har verksamhet på flera olika ställen
- Bedöm behovet av experter för utföringen av revisionen
- Ta i beaktande att bokföringen är i enlighet med rätt standarder och lagar
- Identifiera närstående
- Ta i beaktande ytterligare tjänster som skapar mervärde  (t.ex. skatteplanering, IT-konsultering, interna rapporteringsprocesser)
- Dokumentera den övergripande revisionsstrategin samt revisionsplanen

Revisionsplanering minskar kostnader och minskar sannolikheten till missförstånd mellan kunden och revisorn.  Om revisionen inte är ordentligt planerad, kan revisorn ge ut en inkorrekt revisionsberättelse eller utföra en ineffektiv revision. Revisorn rapporterar revisionsplanen för företagets ledning och för att påbörja en öppen kommunikation med ledningen och dessutom samarbeta med företagets interna revisorer, för att undvika dubbelt jobb.

### Den övergripande strategin för revisionen
Revisionsstrategin bestämmer riktningen, omfattningen samt tidpunkten för en revision. En revisionsstrategi innehåller vanligtvis också alla viktiga beslut som behövs för en revisionsplan. En revisionsstrategi baserar sig på följande aspekter:
- uppdragets karaktär
- rapporteringsmål
- uppdragets tidpunkt
- kommunikationssätt
- viktiga faktorer i teamledandet
- resultat i preliminära aktiviteter
- kunskap från andra uppdrag

Revisionsstrategi som dokument kan vara väldigt kort och konstruerad så att t.ex. för mindre företag ett kort memo räcker..

## Fördelar med revisionsplanering
- Hjälpa revisorn fästa uppmärksamhet vid viktigaste revisions områden
- Hjälpa revisorn att identifiera och lösa problem inom rimlig tid.
- Hjälpa revisorn organisera och hantera revisionsarbetet på ett effektivt sätt
- Stödja valet av de som medverkar i revisionen
- Underlätta övervakning och ledning av de som medverkar i revisionen
- Stödja samarbetet mellan utomstående experter och revisorerna

## Standarder
Det finns flera standarder för planeringen av revisionen mm.: 
- Sedan Europaparlamentet och Europeiska Unionens rådet direktiv 2006 används IAASB:s (International Auditing and Assurance Standards Board) standarder gällande revisionsplanering inom EU (ISA 300, 315, 320 och 330).[6]
- PCAOB, som bildades av Sarbanes-Oxley Act 2002 för att övervaka revisionen av offentliga företag har egna standarder för revisionsplanering (AS 2101, AS2105 och AS 2110).[7]